# Червена-Льгота
Червена-Льгота (чеш. Červená Lhota) — средневековый замок, расположенный в Южной Чехии, примерно в 20 километрах от города Йиндржихув-Градец и примерно в 100 км к юго-востоку от Праги.

## История
Замок был построен в первой половине XVI века на месте готической цитадели, в начале XX века перестроен в псевдоренессансном стиле. Он находится посреди пруда на скалистом острове, к которому ведет каменный мост-виадук. Около замка разбиты декоративные клумбы с кустами-лабиринтами. В настоящее время замок Червена-Льгота является Национальным памятником культуры и открыт для посетителей.
Яркий цвет замка не оригинальный — изначально замок был белый. Происхождение необычного красного цвета окутывает много легенд. Одна из них повествует о прекрасной принцессе, которая жила в замке и выбросилась из окна. Тело её не нашли, и только красный след крови указал на её ужасный конец. Несмываемый след крови явился стимулом для перекрашивания стен в алый цвет.
Первое письменное упоминание о деревне Червена-Льгота найдено в 1465 году. В 1542—1555 годах готическая крепость была перестроена в замок в стиле ренессанс.
В письменных записях он фигурирует под названием Нова-Льгота. В 1658—1678 годы были внесены изменения в стиле раннего барокко, а над интерьером работали итальянские художники.
В период до 1835 года, когда владельцем замка был Генри Эдвард Шенбург — Hartenstein, замок принадлежал многим семьям. Между 1841—1863 в замке состоялась реконструкция в стиль романтической неоготики и интерьеры были изменены. В 1945 году замок был конфискован по декретам Бенеша и в следующем году исполнял функции детского центра. В мае 1947 Червена-Льгота была удостоена внимания национальной культурной комиссии, которая в 1949 году сделала замок доступным для общественности.
С этими событиями связана любопытная легенда, вполне возможно соответствующая действительности. Первоначально целью этой комиссии было решить, годится ли замок под пансионат для министерства сельского хозяйства. Но находчивый смотритель Червена-Льготы Антонин Вркоч перед приездом пражского начальства поднял плотину и спустил воду из пруда. Так что взору высоких гостей замок предстал в окружении грязной лужи, достававшей до окон первого этажа. Естественно, министерство от своих целей отказалось и отдало Червена-Льготу туристам.
Замок включает живописный парк и часовню, которая является неотъемлемой частью замка.
В настоящее время замок Червена-Льгота является национальным культурным памятником и находится под защитой национального института наследия в г. Ческе-Будеёвице.

## В кино
- В 1973 году в замке снимались эпизоды чешской музыкальной сказки «Златовласка».
- В 1975 году его выбрал для съёмок своего фильма-сказки «Принцесса на горошине» советский кинорежиссёр Борис Рыцарев[3].
- Главное место действия фильма «Безымянный замок» (венг. «A névtelen vár») (1982).